# 黃家龍
黃家龍（1977年—），出生于澳门，澳門藝術家。

出生於澳門，畢業於廣州美術學院獲雕塑專業學士學位及美術系基礎教學專業碩士學位，兼任於澳門理工學院視覺藝術高等學校。作者試圖延伸在中國留留學期間，對西方文化價值觀的想像，通過合適媒介，轉化為實物，利用在葡治澳門長大的視線，感知廣為傳頌的宣傳短句句「東西文化交融」。現任澳門政府文化諮詢委員會委員，澳門美術協會青委主任、澳門雕塑學會理事、澳門藝術教育學會會長、全藝社理事長等，

Artwork in Taipa

其中作品《葡萄牙詩人賈梅士》為亞洲最後殖民地雕塑，《利瑪竇》被安放於當時遠東第一所高等學院及天主教傳播中心－聖若瑟修院(大三巴)遺址。

## 生平
90年代考入廣州美術學院，大學期間，學習紮實的寫實能力，澳門回歸1999年間完成作品《葡萄牙詩人賈梅士》，由澳葡政府最後一任總督韋奇立揭幕，並永久安放於氹仔龍環葡韻。回澳後參與多項內地及本澳雕塑工程，包括雕塑《饒宗頤教授銅像》、《葉挺家庭群組雕像》、《利瑪竇》、《霍英東銅像》等。兼任於澳門理工學院視覺藝術高等學校，2006年成立澳門藝術教育學會，同年代表澳門赴義大利參加「OPEN2006威尼斯國際雕塑及裝置展」，並與多家公私營機構合作舉辦課程及推廣活動，如：澳門藝術博物館、澳門教育暨青年局、澳門文化局等。曾獲香港夏利豪基金會藝術大賽雕塑組冠軍、多次入選中國全國美術作品展、澳門視覺藝術年展、全澳書畫聯展
作品曾展於美國、澳大利亞、葡萄牙、英國、意大利、德國、新加坡、日本、韓國、馬來西亞、香港、澳門、台灣、中國大陸等百多次展覽及藝術博覽會，包括「武裝的文化或文化的武裝－黃家龍作品展」(全藝社澳門)；「澳門文學節"一百元鈔票先生－黃家龍作品展」(舊法院大樓澳門)；「土黃用時—黃家龍作品展」(全藝社澳門)2013 ；「家龍素描」(澳門教育資源中心子瞻廊)2006；「マカオ・コンテンポラリー｜新世紀のアーティストたち」(3331ArtsChiyoda日本)2017；「墨爾本藝術博覽會 」(澳大利亞)2012；「狂熱—澳門當代藝術作品展」葡萄牙東方博物館等。
作品收藏於：澳門同善堂；天主教澳門教區；香港大學Ricci Hall；台灣輔仁大學；霍英東基金會及私人(澳門、台灣、香港、中國、瑞士)。

## 作品收藏於
- 澳門同善堂
- 天主教澳門教區
- 香港大學Ricci Hall
- 台灣輔仁大學
- 霍英東基金會

## 現時主要職位
- 澳門文化諮詢委員會委員
- Art House Macau藝術總監

- 澳門學生視覺藝術空間會長
- 澳門美術協會青年委員主任

## 作品集
- 《黃家龍1996-2006》個人畫集（2007）
- 《土黃用時—黃家龍作品展畫集》，澳門全藝社（2013）[1]
- 《武裝的文化或文化的武裝－黃家龍的頭盔系列作品集》，澳門全藝社（2015）[2]全藝社 藝術家介紹 （页面存档备份，存于）</ref>